# Szojuz TMA–13M
A Szojuz TMA–13M a Szojuz TMA–M típusú orosz háromszemélyes szállító/mentőűrhajó repülése 2014-ben. 2014. május 28-án indították a Bajkonuri űrrepülőtérről. Ez volt a Szojuz típus 122. repülése. A Nemzetközi Űrállomás (ISS) 40. személyzetének három tagját szállította az űrállomásra. A 41. személyzet visszatéréséig, 2014. november 10-ig az ISS-hez kapcsolódva maradt mint mentőűrhajó.

## Az űrrepülés jellemzői

### Indítás
A Szojuz TMA–13M űrhajót 2014. május 28-án, magyar idő szerint 21 óra 57 perckor indították a kazahsztáni Bajkonuri űrrepülőtér 1/5 indítóállásból egy Szojuz–FG hordozórakétával.

### Személyzet
Az orosz űrhajó fedélzetén Makszim Szurajev parancsnok (Oroszország), Reid Wiseman (USA) és Alexander Gerst (Németország/Európai Űrügynökség) emelkedett a magasba. Szurajev eddig már 169 napot töltött a világűrben, 2009-2010-ben. Amerikai és német társa egyaránt újonc űrhajós volt. Mindhárman az ISS 40. számú személyzetéhez csatlakoztak, s ezzel ismét a megszokott hat főre emelkedett az űrállomás lakóinak száma.

### Visszatérés
Visszatérése 2014. november 10-én, magyar idő szerint 4 óra 58 perckor történt meg Kazahsztánban, szárazföldre. A Szojuz TMA–13M utasai összesen 165 napot töltöttek a világűrben.

## Személyzet

### Felszállásnál
- Makszim Viktorovics Szurajev (2) parancsnok,  Oroszország
- Gregory Reid Wiseman (1) fedélzeti mérnök,  Egyesült Államok
- Alexander Gerst (1) fedélzeti mérnök,  Németország

Zárójelben azt tüntettük fel, hogy az űrhajósnak ez a küldetés hányadik űrrepülése.

#### Tartalék személyzet
- Anton Nyikolajevics Skaplerov parancsnok,  Oroszország
- Samantha Cristoforetti fedélzeti mérnök,  Olaszország
- Terry Wayne Virts fedélzeti mérnök,  Egyesült Államok

## Galéria

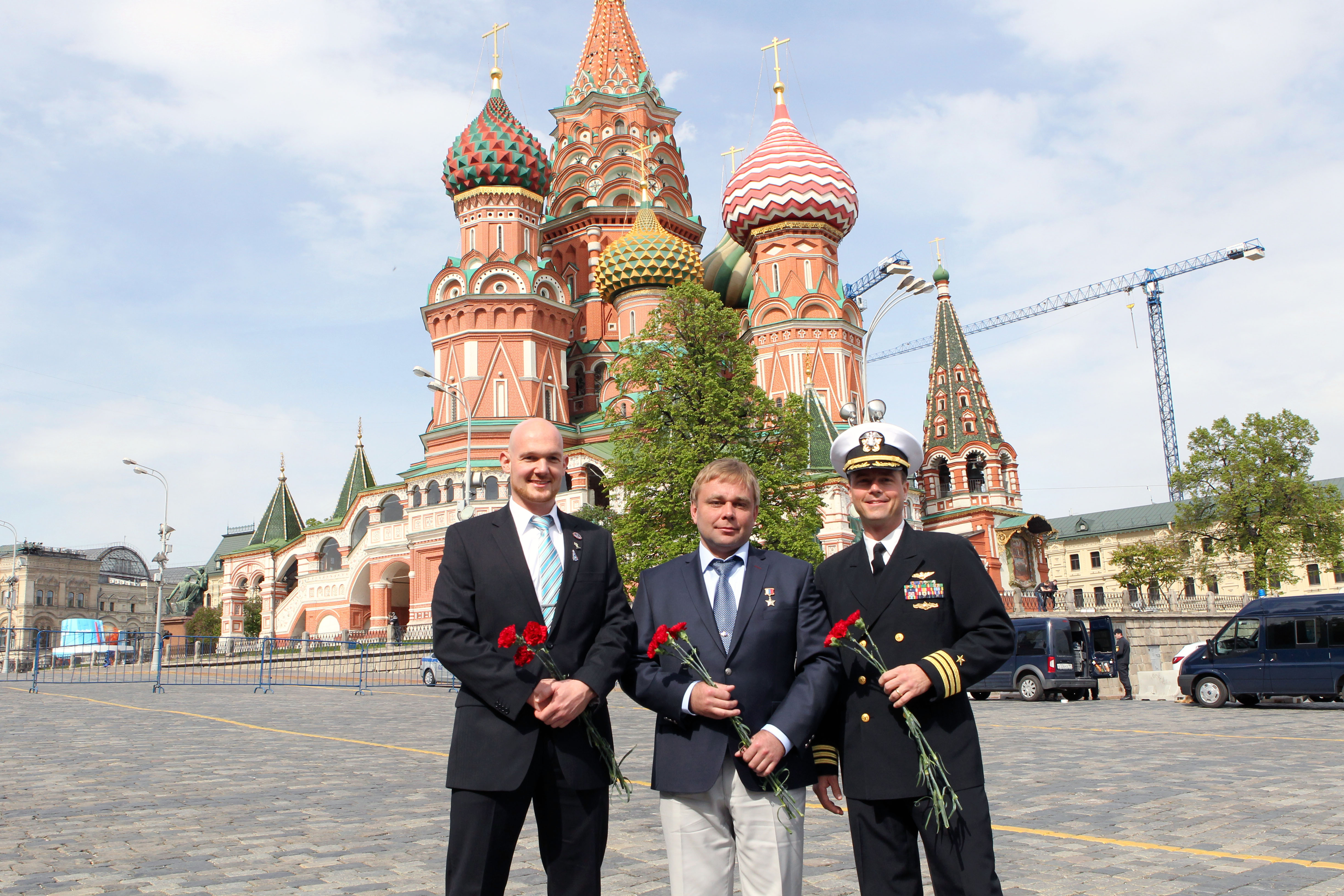
A Szojuz TMA–13M legénysége a moszkvai Vörös téren, a Boldog Vazul (Vaszilij Blazsennij) székesegyház előtt.
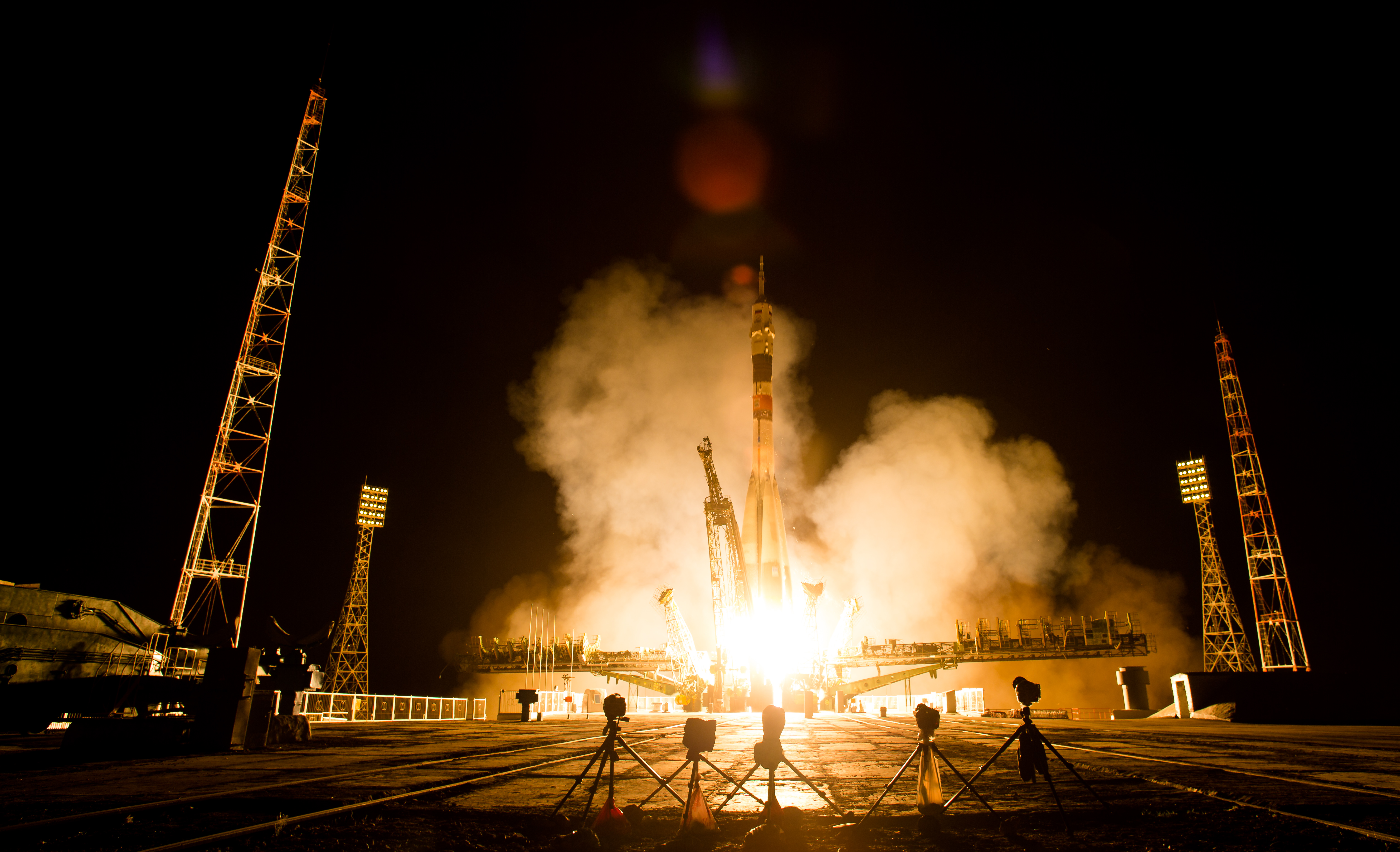
A Szojuz TMA–13M kilövése a Bajkonur Kozmodromból.
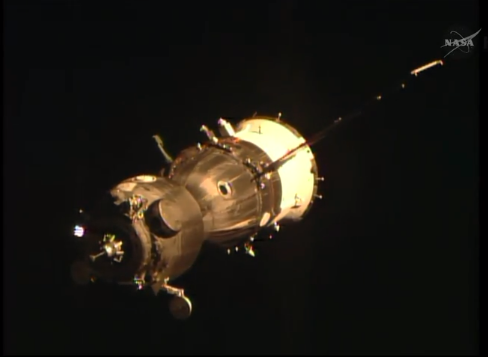
A Szojuz TMA–13M űrhajó 2014. május 28-án, a start után 6 órával, amikor már csak 25 méterre volt az ISS-től, melynek egyik ablakából egy űrhajós lefényképezte.
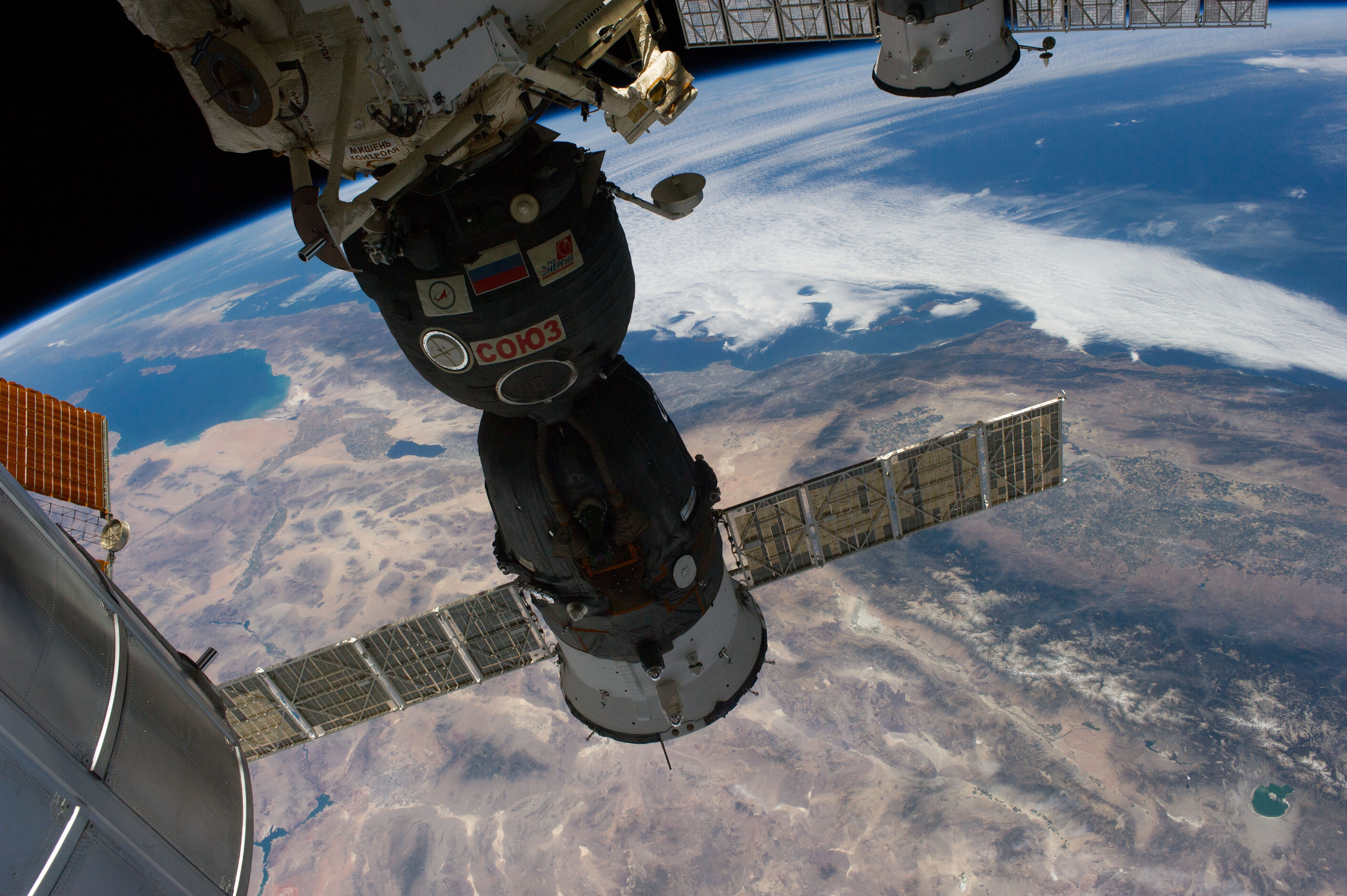
A Szojuz TMA–13M Kalifornia és Nevada államok fölött repül az ISS-hez dokkolva.